# Bechtsbüttel
Bechtsbüttel ist ein Ortsteil der Gemeinde Meine in Niedersachsen unmittelbar nördlich von Braunschweig.

## Geografie

### Geografische Lage
Bechtsbüttel liegt im Süden des Landkreises Gifhorn und grenzt an drei Seiten an die Stadt Braunschweig. Nur eine schmale Verbindung nach Abbesbüttel führt über Gifhorner Gebiet. Der Mittellandkanal sowie die Bahnstrecke Braunschweig–Wieren führen in Abschnitten durch die Bechtsbütteler Gemarkung. Bechtsbüttel ist Teil der Gemeinde Meine und befindet sich etwa fünf Kilometer Luftlinie südsüdöstlich des Hauptortes. Nächstgelegene Mittelzentren sind Wolfsburg, Salzgitter, Wolfenbüttel, Gifhorn, Peine und Celle.

### Nachbargemeinden
* Entfernungsangaben beziehen sich jeweils auf die Entfernung bis zum Stadtzentrum.
|                           | Stadt Gifhorn (20 km)      |                             |  |                         |
| Gemeinde Vordorf (3,5 km) | Ortsteil Meine (5 km)      | Ortsteil Abbesbüttel (2 km) |  | Stadt Wolfsburg (30 km) |
| BS-Thune (2 km)           |                            | Ortsteil Grassel (4 km)     |  |                         |
| BS-Wenden (2,5 km)        | BS-Bienrode (2 km)         | BS-Waggum (1,5 km)          |  |                         |
|                           |                            |                             |  |                         |
|                           | Stadt Braunschweig (10 km) |                             |  |                         |

### Bevölkerung
Die Bevölkerungsentwicklung in historischer Zeit ist für Bechtsbüttel unabhängig von der Gemeinde Meine belegt. Seit der Eingemeindung und der Gründung der Samtgemeinde 1974 wurde die Einwohnerentwicklung für den Ort Bechtsbüttel von der Samtgemeinde Papenteich dokumentiert. Zum 31. Dezember 2006 hatte Bechtsbüttel 534 Einwohner, aktuell gestiegen auf 568 Einwohner.
Über die Frühzeit des Ortes liegen keine bekannten Daten betreffend der Einwohnerzahl vor. Im 18. Jahrhundert betrug die Einwohnerzahl von Bechtsbüttel nicht mehr als vierzig bis fünfzig Personen. 1811 wurden 117 Personen gezählt, wobei die kleine Siedlung Wendebrück mitgerechnet wurde. Die nächsten signifikanten Anstiege gab es erst wieder mit dem Bau der Eisenbahn 1894 und dem Bau des Mittellandkanals Anfang der 1930er Jahre. Während der Nachkriegszeit stieg die Einwohnerzahl aufgrund des Zuzugs von Flüchtlingen und Vertriebenen bis auf 462. Bis zur Gemeindereform 1974 zählte auch Wendebrück noch zu Bechtsbüttel.

## Geschichte

### Gründung von Bechtsbüttel

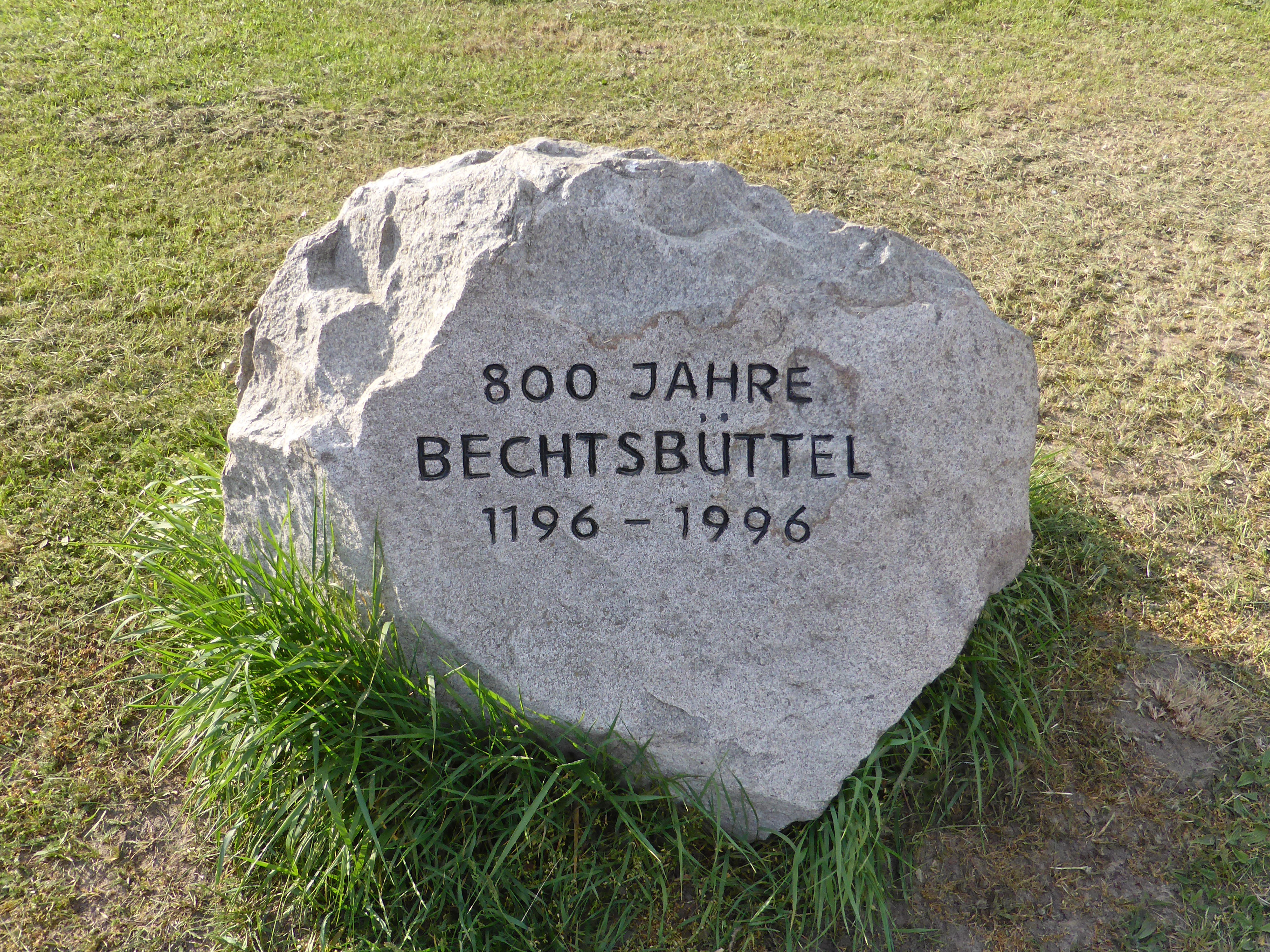
Gedenkstein an das Ortsjubiläum

Bechtsbüttel gehört zu den Dörfern, die auf -büttel enden und deren genaue Gründungszeit umstritten ist. In neuesten Veröffentlichungen geht man von einer Gründungsphase im 11. bis zum 15. Jahrhundert aus. Erstmals urkundlich erwähnt wird Bechtsbüttel im Jahre 1196 als Berthisbutl in der Stiftsurkunde von Heinrich zu Rhein, dem ältesten Sohn Heinrichs des Löwen. Gemäß dieser Urkunde gehörte das Dorf dem Stift St. Cyriakus. Das Dorf wird 1418 dem Kloster Riddagshausen übereignet, dem es dann bis ins 19. Jahrhundert zinspflichtig war. In der Übereignungsurkunde wird der Ort allerdings als „wüstes Dorf“ beschrieben, so dass davon auszugehen ist, dass der Ort wüst gefallen war und zu einem späteren Zeitpunkt wiederbesiedelt wurde. Es existieren aber keine genauen Dokumente über diese Zeitpunkte.
Am Südrand Bechtsbüttels wurde bei der Renaturierung des Beberbachs ein alter Grenzstein gefunden, der das Herzogtum Braunschweig gegen das Königreich Hannover abgrenzte. Weitere Steine stehen am Radweg Waggum–Abbesbüttel, der östlich an der Kiesgrube entlangführt, sowie südlich des Bockelsbergs am Rande des Bechtsbütteler Krühgartens. Eine historische Grenzbeschreibung kann man dem Rezess von 1824 entnehmen.

### Eingemeindung
Am 1. März 1974 wurde Bechtsbüttel in die Gemeinde Meine eingegliedert. Ein Teil des Ortes wurde nach Braunschweig umgegliedert.

## Kultur und Sehenswürdigkeiten

### Vereine
Das Dorf verfügt über folgende Vereine und Organisationen:
- Freiwillige Feuerwehr Bechtsbüttel von 1932
- Schützenverein Bechtsbüttel von 1951 e. V.
- Siedlergemeinschaft Bechtsbüttel von 1955 (Deutscher Siedlerbund)
- Sportverein „Turm 78“
- Gärtnerverein Bechtsbüttel
- Frauenhilfe Bechtsbüttel
- Jagdgenossenschaft Bechtsbüttel
- Jugendclub Bechtsbüttel (betreut von einer Honorarkraft der Gemeinde Meine)

## Wirtschaft und Infrastruktur

### Öffentliche Einrichtungen

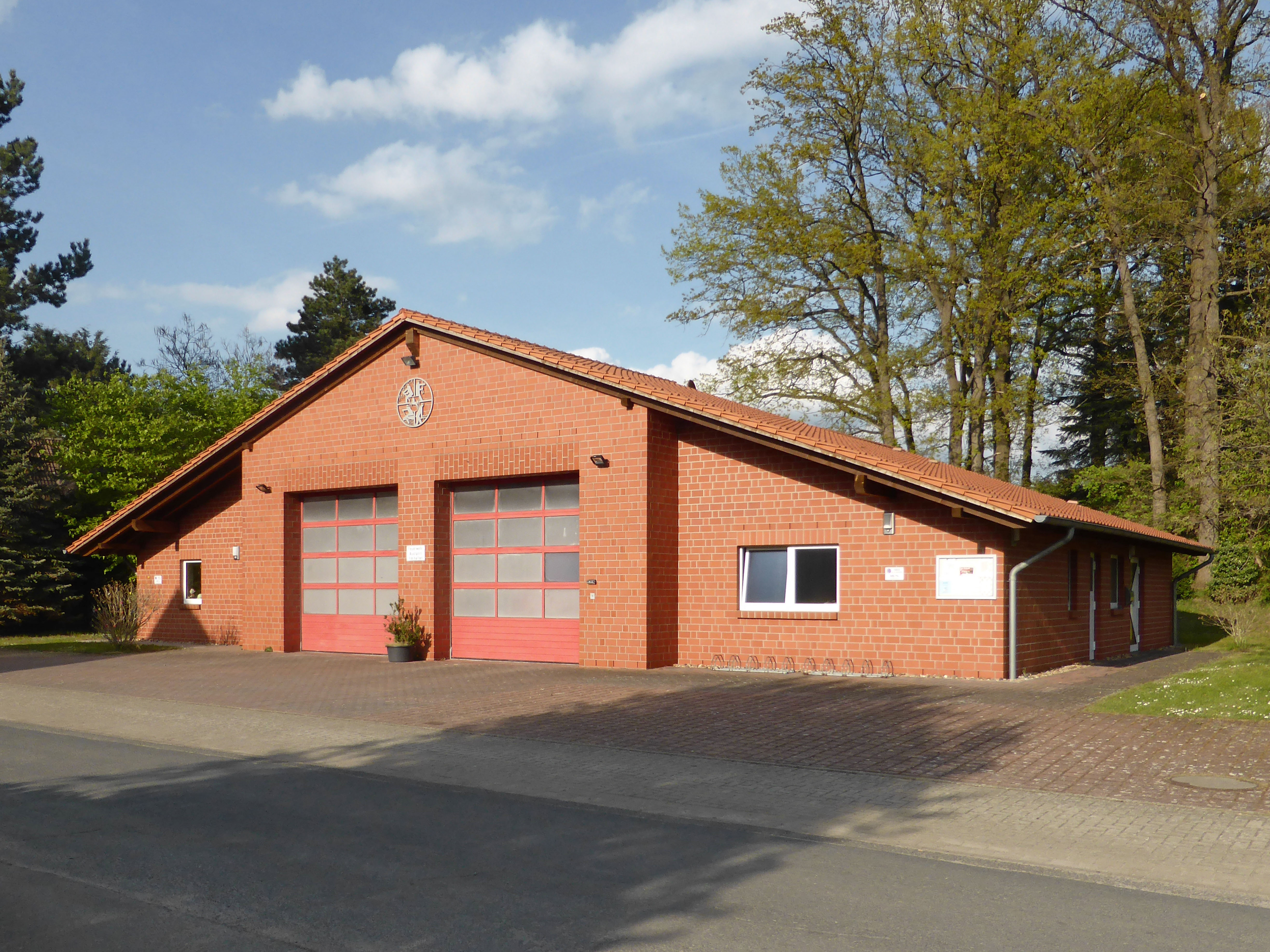
Feuerwehrhaus

Bechtsbüttel verfügt über ein Dorfgemeinschaftshaus und ein 2006 erbautes Feuerwehrhaus. Für Kinder steht ein Spielplatz und für Jugendliche seit 2011 ein Jugendtreff zur Verfügung. Auf dem Friedhof, zu dem auch eine Kapelle gehört, steht das Kriegerdenkmal und erinnert an die Opfer der beiden Weltkriege.
Die Poststelle II, die dem Postamt Gifhorn zugeordnet war, wurde geschlossen. Mit der Eingemeindung nach Meine bekam die Poststelle Bechtsbüttel die postalische Bezeichnung Meine 5. Heute ist in Bechtsbüttel nur noch ein Postbriefkasten vorhanden.

### Bildung
Der Kindergarten Bechtsbüttel wurde 2019 in einem Neubaugebiet eröffnet. Eine Schule ist in Bechtsbüttel nicht vorhanden.

### Verkehr

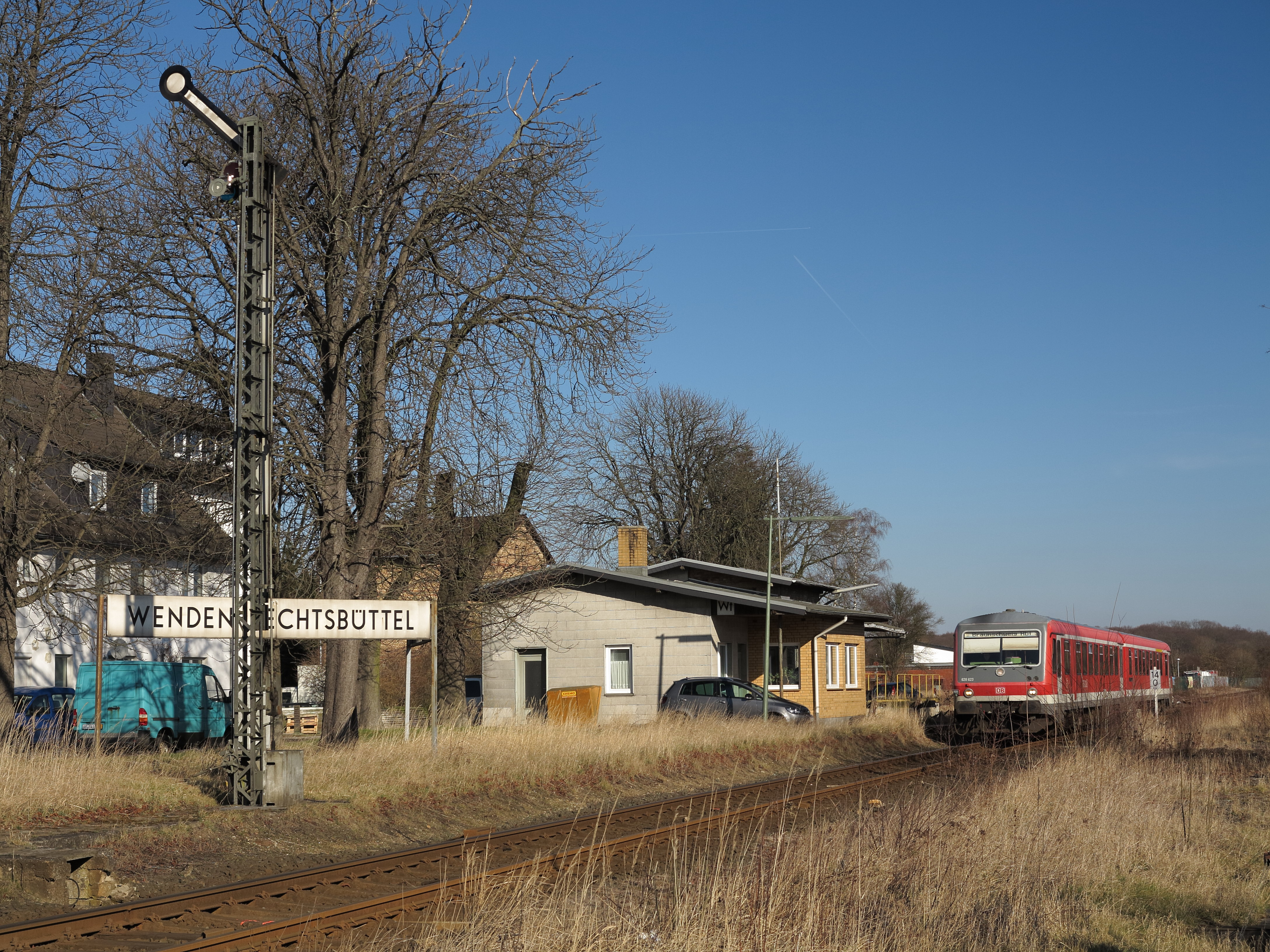
Betriebsbahnhof Wenden-Bechtsbüttel in Wenden

Durch Bechtsbüttel verläuft die Landesstraße 293, die im Ortsbereich von Bechtsbüttel als Wendener Straße bezeichnet wird. In nordöstlicher Richtung führt die L 293 von Bechtsbüttel über Bevenrode, Grassel und Essenrode bis zur Landesstraße 321 zwischen Allenbüttel und Wettmershagen. In südwestlicher Richtung führt die L 293 von Bechtsbüttel bis zur Bundesautobahn 391, Anschlussstelle 1 (Braunschweig-Wenden). Linienbusse fahren von Bechtsbüttel über Meine bis nach Gifhorn sowie nach Braunschweig-Wenden.
Der Betriebsbahnhof Wenden-Bechtsbüttel liegt an der Bahnstrecke Braunschweig–Wieren in der Gemarkung Wenden. Hier können Züge kreuzen. Früher diente der Bahnhof auch dem Güter- und Personenverkehr. Heute sind die nächstliegenden Bahnhöfe mit Personenverkehr Meine und Braunschweig-Gliesmarode in jeweils rund sieben Kilometer Entfernung.